# Dioscorea spongiosa
Dioscorea spongiosa là một loài thực vật có hoa trong họ Dioscoreaceae. Loài này được J.Q.Xi, M.Mizuno & W.L.Zhao mô tả khoa học đầu tiên năm 1987.